# Hydrophasianus chirurgus

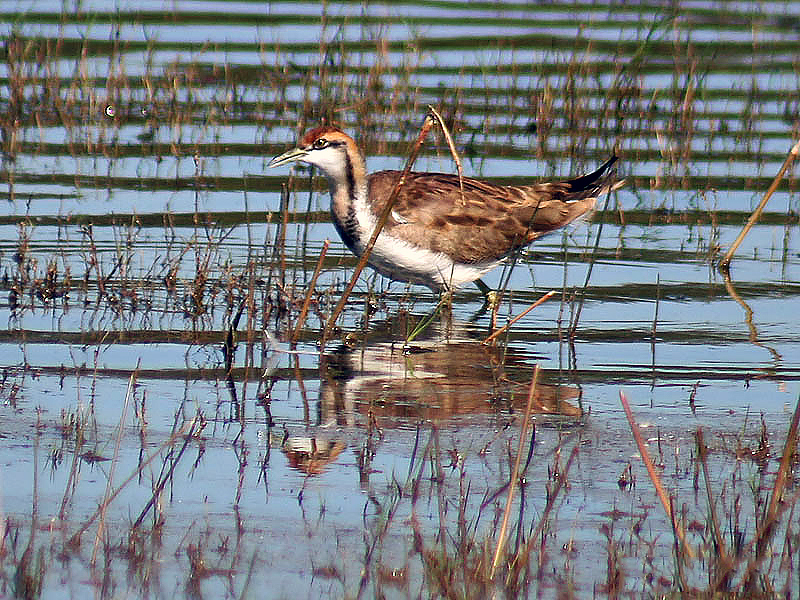
Esemplare in livrea ordinaria.

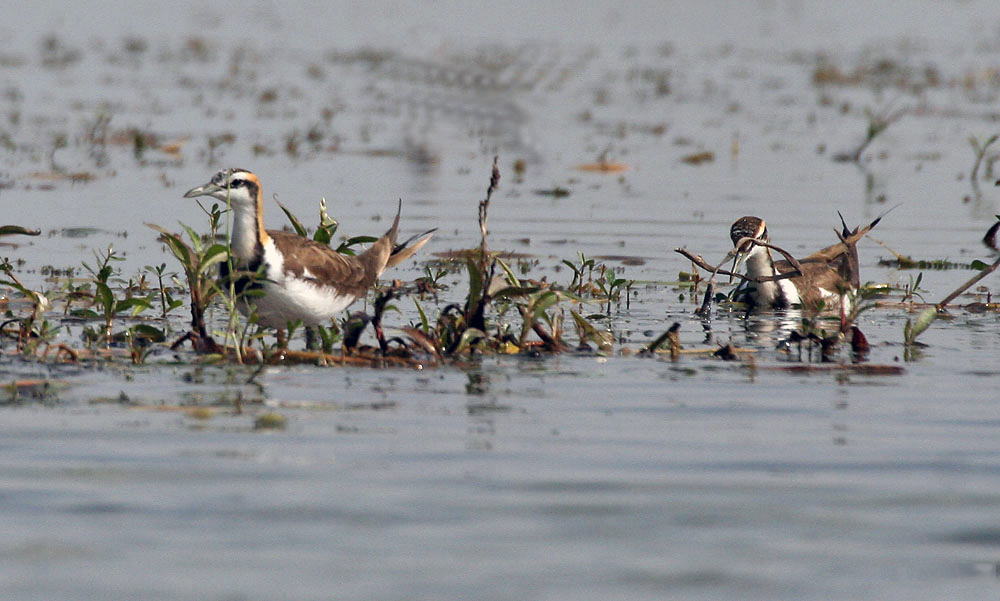
Esemplari in livrea ordinaria.

Il fagiano d'acqua (Hydrophasianus chirurgus (Scopoli, 1786)) è un uccello dell'ordine dei Caradriiformi (Charadriiformes) originario del Sud-est asiatico. È l'unico rappresentante del genere monotipico Hydrophasianus. All'interno della famiglia degli Jacanidi, i fagiani d'acqua si distinguono per la loro livrea nuziale caratteristica, che, a differenza delle altre specie, differisce significativamente dalla livrea ordinaria: infatti, durante il periodo riproduttivo, questi uccelli sviluppano una lunga coda simile a quella di un fagiano, a cui la specie deve il nome.

## Descrizione

### Dimensioni
Misura 39–58 cm di lunghezza (compresi 25–35 cm di coda), o circa 31 cm al di fuori della stagione riproduttiva, per un peso di 120-140 g nel maschio e 190-231 g nella femmina.

### Aspetto
Quando indossa il piumaggio nuziale, il fagiano d'acqua ha una livrea caratterizzata prevalentemente da due colori principali, il bianco brillante e il marrone-cioccolato, che conferiscono a questo jacanide l'aspetto di un rallide. Le enormi dita a forma di ragno e le lunghe timoniere a forma di falce lo fanno assomigliare a un fagiano, come indica il nome comune, o a un altro galliforme. La faccia e la parte anteriore del collo sono bianchi, quella posteriore e la nuca, invece, hanno una splendida tonalità giallo dorata chiara e una consistenza sericea. Il bianco è separato dal colore giallo dorato da una linea verticale nera. In volo appare ben visibile il bianco delle remiganti e delle copritrici alari. Le lunghe timoniere centrali nere e appuntite sono caratteri diagnostici essenziali per l'identificazione della specie. Osservato da una certa distanza, il piumaggio bianco e nero, la coda leggermente ricurva e i lenti battiti delle ali fanno pensare a una gazza. I sessi sono identici, ma la femmina è di dimensioni maggiori.
Nel piumaggio d'eclissi, o livrea invernale, il piumaggio è per lo più marrone chiaro e bianco, con un sottile collare nero sulla parte alta del petto. La coda è nettamente più ridotta. Il marrone del cappuccio e del dorso sono molto visibili, mentre sulle ali bianche si distinguono chiaramente le punte nere delle remiganti. Nei giovani è assente il giallo dorato sui lati del collo e il collare sulla gola è interrotto da un po' di bianco. Il cappuccio è bruno-rossastro. I bordi chiari delle piume sulle parti superiori le conferiscono un effetto squamoso o smerlato.

### Voce
Durante la stagione della nidificazione, questo uccello emette un forte mmme-e-ou o me-onp simile a un miagolio. Al di fuori del periodo nuziale, emette un tewn tewn nasale che probabilmente funge da richiamo di allarme, talvolta lanciato da più individui e all'unisono.

## Biologia
I fagiani d'acqua hanno un modo molto particolare per spostarsi sull'acqua. Le loro lunghe dita allargate attutiscono il peso del corpo e conferiscono loro un'andatura agile, che gli è valso il soprannome inglese di lily-trotter. Il passo leggero e calmo permette loro di passare senza difficoltà da una foglia all'altra. In India, questi limicoli si nutrono in habitat aperti come i laghi (jheel), i bacini artificiali dei piccoli villaggi e le cisterne dei templi. A volte immergono completamente la testa. I fagiani d'acqua non sono uccelli timidi: frequentano comunemente i bacini idrici dei piccoli villaggi dove gli abitanti fanno il bagno rumorosamente o si lavano vicino alla riva. In inverno diventano molto socievoli: in questo periodo dell'anno si radunano in assembramenti che possono raggiungere i 50-100 esemplari. Hanno un volo molto sgraziato, che ricorda generalmente quello di un rallo, ma sotto certi aspetti somiglia un po' anche a quello di una pavoncella, con i grandi piedi tenuti penzoloni. Volano raramente a più di 2 o 3 metri al di sopra dell'acqua. Ignoriamo completamente l'utilità degli speroni sulle ali. A quanto sembra, non vengono utilizzati nei conflitti o negli scontri.

### Alimentazione
I fagiani d'acqua si nutrono di insetti e altri invertebrati. I resoconti che sostengono che la loro dieta nel subcontinente indiano sia vegetariana sono probabilmente errati, anche se è probabile che questi uccelli ingeriscano accidentalmente materia vegetale. I semi di loto e di ninfea, invece, vengono ingeriti intenzionalmente. Le prede vengono ghermite dalla superficie dell'acqua o dalle radici delle piante galleggianti. Questi jacanidi asiatici vanno in cerca di cibo in zone più aperte rispetto ad altri membri della famiglia che vivono in altri continenti. Cacciano in piccoli gruppi di 10-13 esemplari, anche se tendono a difendere uno spazio individuale.

### Riproduzione
Ai limiti settentrionali del loro areale, i fagiani d'acqua si riproducono solo durante i mesi estivi, da giugno all'inizio di settembre. In India, Sri Lanka e Sud-est asiatico, la stagione degli amori è limitata ai mesi dei monsoni. Questi grossi limicoli, i cui maschi sono dotati di una coda molto lunga, sono poliandriaci. Le femmine occupano il territorio di tre o più maschi e depongono fino a 10 covate all'anno. Durante l'accoppiamento, il maschio rimane per lunghi minuti sulla schiena della partner, ma la copula è molto breve e dura non più di 2 o 3 secondi. Il nido è un mucchio di steli e materiale vegetale, che viene costruito principalmente dal maschio. È di dimensioni molto variabili: a volte è molto massiccio, altre volte è fragile e si disintegra rapidamente con la montata delle acque. In alcune occasioni, le uova vengono deposte semplicemente su una foglia galleggiante. Quando la covata è minacciata, i maschi spesso la trasferiscono in un nuovo sito. Ogni covata comprende 4 uova e le covate sostitutive possono essere deposte ogni 6-15 giorni. Il maschio si dedica da solo alla cova e si occupa di tutti i compiti essenziali. La femmina partecipa a malapena alla difesa del territorio. Alla schiusa, i pulcini sono ricoperti di piumino bianco uniforme sul ventre e segnato da strie marroni sul dorso. La durata dell'incubazione e la permanenza nel nido non sono note esattamente, ma i piccoli possono restare con il padre per 50-60 giorni.

## Distribuzione e habitat
Il fagiano d'acqua è originario del Sud-est asiatico e si incontra dall'Afghanistan nord-orientale e dal Kashmir alle Grandi Isole della Sonda (Giava e Bali). Il suo areale comprende il Pakistan, il Nepal, tutto il subcontinente indiano, lo Sri Lanka, il Myanmar, la Cina meridionale, Taiwan, l'Indocina, le Filippine e il Borneo meridionale. Sverna nella penisola malese e nelle isole di Sumatra, Giava e Bali. Questa specie può migrare verso ovest fino al sultanato di Oman, mentre in alcuni casi alcuni esemplari erratici hanno raggiunto l'Australia.
I fagiani d'acqua frequentano gli specchi d'acqua dolce caratterizzati da un'estesa superficie. Si incontrano su laghi, stagni, bacini artificiali, risaie e terreni paludosi. I loro terreni di nidificazione sono costituiti da piante acquatiche emergenti, in particolare da ninfee: nidificano in luoghi dove sono sicuri di trovare semi commestibili come castagne d'acqua (Trapa), giunchi (Eleocharis) e fiori di loto (Nelumbo). Svernano nello stesso tipo di habitat, ma con una maggiore quantità di vegetazione emergente. In questo periodo dell'anno è possibile osservarli anche tra le mangrovie. Nella penisola malese visitano i fiumi dell'interno, sebbene ciò avvenga solo durante la migrazione.

## Conservazione
Secondo BirdLife International la specie non è complessivamente minacciata. Come tutti gli jacanidi dipende totalmente dagli habitat acquatici, ma la predilezione per acque profonde nelle vicinanze degli ambienti antropici causa la perdita di un gran numero di covate deposte. La conversione delle zone umidi in terreni agricoli e stagni per le anatre o l'itticoltura ha avuto conseguenze più o meno negative sul degrado dei siti di nidificazione. La distribuzione della popolazione è piuttosto disomogenea a seconda della regione: in Pakistan, specialmente nella zona del Sindh, nel sud del paese, si possono incontrare raduni composti anche da 150 individui. In Myanmar e Indocina le popolazioni variano da localmente comuni a rare. In Cina i siti di nidificazione sono ormai limitati a sud del fiume Yangtze. A Taiwan il numero di esemplari è basso e la specie è considerata a serio rischio di estinzione. A Sumatra il principale sito di svernamento, nel sud dell'isola, sembra essere sempre più degradato. Il fagiano d'acqua compare talvolta come specie erratica in Australia; la maggior parte delle segnalazioni proviene dall'Australia Occidentale.